# Pitagoras z Region

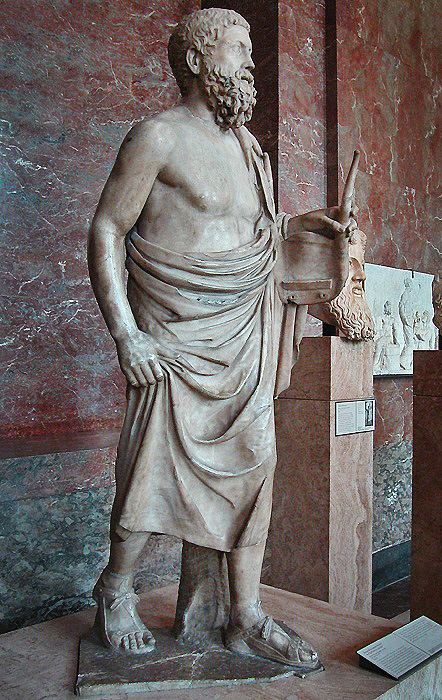
Pieśniarz z lirą, rzymska kopia marmurowa z II wieku n.e. dzieła przypisywanego Pitagorasowi z Region

Pitagoras z Region – grecki rzeźbiarz i brązownik, działający na terenie południowej Italii w pierwszej połowie V wieku p.n.e.
Przypuszczalnie pochodził z Samos i do Italii zbiegł po najeździe perskim. Początkowo trudnił się malarstwem, później zwrócił się ku rzeźbie. Tworzył głównie posągi zwycięzców zawodów sportowych, które wystawiano w Delfach i Olimpii. Zdobył sobie sławę precyzyjnym modelunkiem szczegółów anatomicznych, według Pliniusza Starszego mistrzowsko oddawał napięcie mięśni pod skórą.
Jego dzieła nie zachowały się, znane są dzisiaj z późniejszych marmurowych kopii rzymskich. Niektórzy przypisują mu również autorstwo Aurigi delfickiego.